# Dicranota diacantha
Dicranota diacantha är en tvåvingeart som beskrevs av Alexander 1968. Dicranota diacantha ingår i släktet Dicranota och familjen hårögonharkrankar. Inga underarter finns listade i Catalogue of Life.